# Jückelberg
Jückelberg är en ortsteil i kommunen Nobitz i Landkreis Altenburger Land i förbundslandet Thüringen i Tyskland. Jückelberg var en kommun fram till 6 juli 2018 när den uppgick i Nobitz. Kommunen Jückelberg hade 289 invånare 2018.